# 喜憨兒基金會
喜憨兒基金會（英語：Children Are Us Foundation）是台灣的一家社會福利基金會，由一群心智障礙者家長組成，以心智障礙者的終生照顧、終生教育為宗旨。1995年6月29日由高雄市智障者福利促進會（高雄市調色板協會前身）籌募新臺幣五百萬元成立喜憨兒文教基金會，2001年5月向中華民國內政部立案通過；2001年10月完成法人登記，成為喜憨兒社會福利基金會。  至 2024 年在台北市、新北市、桃園市、新竹縣市、台南市、高雄市、屏東市共設有 108 個服務據點及方案，擁有 600 位正職員工、230 位庇護員工（身心障礙者），每年常態照顧一千多位憨兒，並有近 100 位工讀生參與其中。還成立打擊樂團、劇團，每年舉辦聯合公演活動，讓憨兒能夠回饋社會，傳遞愛與希望，截至 2024 年共有 20 部劇目的聯合公演紀錄。

## 主要服務方案
- 『喜憨兒烘焙屋及烘焙餐廳』[2]

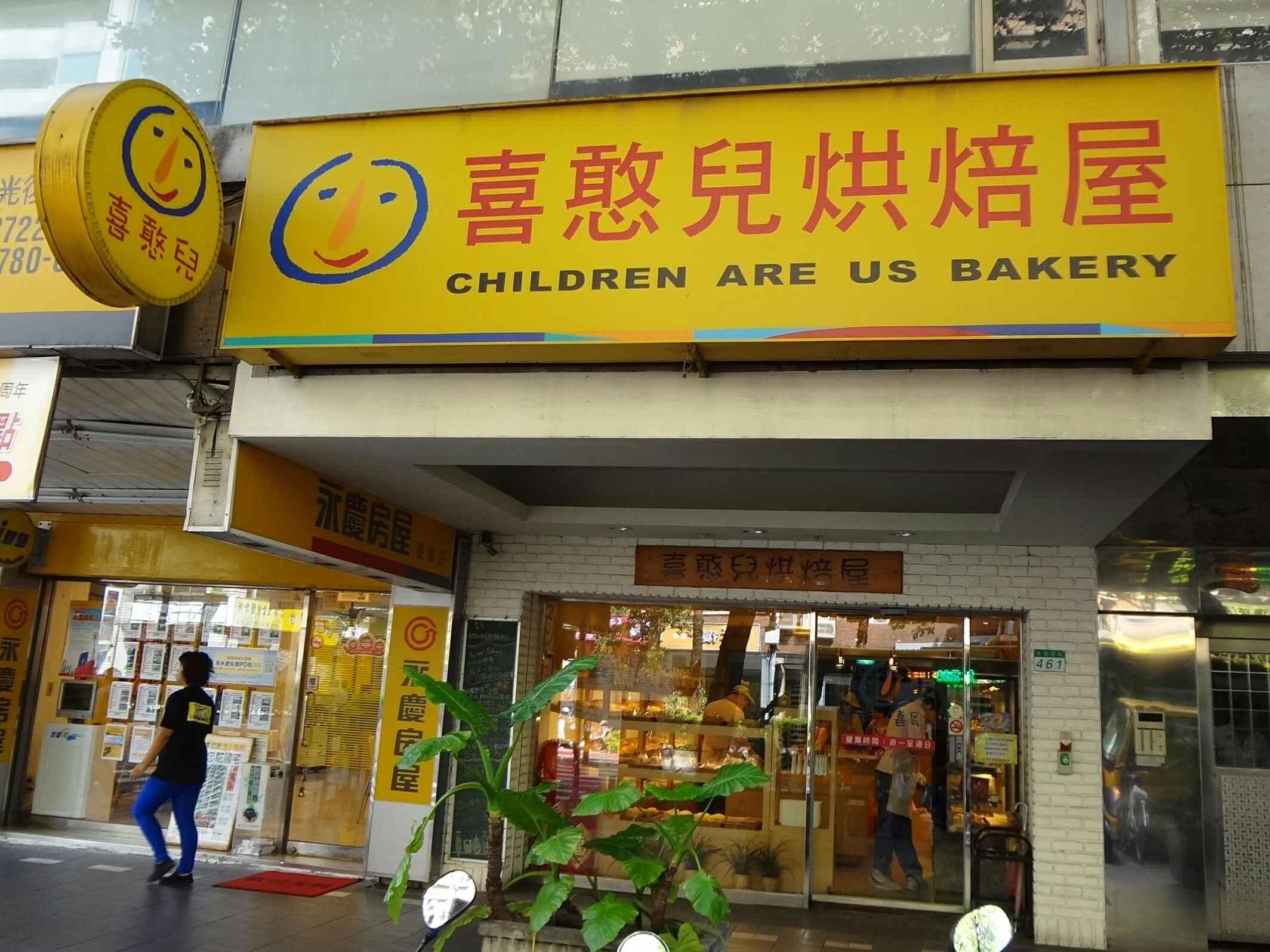
喜憨兒烘焙屋光復店

提供有效的工作訓練場所及工作機會，讓心智障礙者的能力發揮在生產上，減輕政府與社會大眾照顧殘障者的成本。烘焙屋接受顧問技術指導，提昇產品品質，使商店得以有效經營，而有市場競爭能力。殘障者藉著工作，與社區民眾建立關係，增加互動。
- 『社區家庭』[3]

6-8人組成一個家，兩三個家在左右鄰居，每個家由一至兩名輔導人員擔任父母職務（亦即社會監護人），來協助安排起居，孩子們白天就業，晚上回到這個溫暖的家，週末則由親人接回。基金會以溫馨家庭之方式作住宿安置，由實際生活中作生活訓練，並依社會生態分析設計功能性課程，包括個人衛生、衣著照應、溝通能力、飲食照顧、家務管理、金錢處理、生活作息、休閒技能、社會技能、社會統合等。
- 『臨時及短期托育』[4]

基金會與四十名臨托教保人員簽約，提供中重度心智障礙者短期、臨時照護服務，以解決家庭照顧者之需求與困難。
- 『就業服務及輔導』

透過社區化支持性就業服務，提供心智障礙者工作訓練洽詢、工作媒合、推薦就業及職場輔導之服務。
- 『喜憨兒俱樂部』[5]

基金會創立「喜憨樂團」、「憨喜龍劇團」、「體能訓練營」等團體活動，服務年滿十六歲以上心智障礙青年，在工作之餘可以從事正當休閒、社交活動，建立正常的人際關係及休閒管道，並且開拓個人潛能。
- 『天鵝堡』[6]

天鵝堡為基金會自籌自建的全日型照顧機構，已於2010年動工，2013年6月28日開幕。可以提供99位老憨兒的安置照顧服務。

## 外部連結
- 喜憨兒基金會（页面存档备份，存于）
- 喜憨兒基金會的Facebook專頁
- YouTube上的喜憨兒 careus頻道